# Sikfors (Hällefors)
Sikfors is een plaats in de gemeente Hällefors in het landschap Västmanland en de provincie Örebro län in Zweden. De plaats heeft 80 inwoners (2005) en een oppervlakte van 30 hectare.
De plaats is gelegen in een dal tussen twee heuvels. Ook ligt de plaats tussen de twee meren Norr-Älgen en Sör-Älgen. De rivier de Sikforsån loopt door de plaats.
In het dorp liggen onder andere de manege Sikfors Ridskola en Sikfors herrgård. Sikfors herrgård doet tegenwoordig dienst als een conferentiegelegenheid met een restaurant. Naast dit gebouw ligt de camping Sör-Älgens Camping, op deze camping is een openluchtzwembad te vinden.

## Verkeer en vervoer
Bij de plaats loopt de Riksväg 63.
Ook de spoorlijn Bergslagsbanan passeert het dorp.